# Николай Петров (футболист)
Вижте пояснителната страница за други личности с името Николай Петров.
Николай Валериев Петров е бивш български футболист, полузащитник, треньор, помощник-треньор на ФК Сливнишки герой (Сливница).
Известен футболен анализатор, като прави анализ основно на двубоите от бълтарската Първа Лига, по телевизия Диема Спорт.

## Кариера
Роден е на 30 септември 1988 в град Русе. Израства в с. Ценово, Област Русе.
Бивш юноша на „Левски“, от началото на сезон 2006/07 Петров е играч на „Славия“. Бележи гол още при дебюта си в първия кръг на първенството в Петрич и помага за първата победа на „Славия“ като гост над „Беласица“. Във втория си професионален мач Петров получава червен картон за ритане на противников играч при спряна игра.
През 2005 г. участва и бележи 2 гола и 1 автогол, в мачовете на юношеския национален отбор (U-17) в квалификациите за европейското първенство. През сезон 2008/2009 е преотстъпен от Славия на Спартак (Варна), където се представя много добре. През сезон 2009/2010 се завръща в Славия, но пропуска дузпа на 1/4 финал за Купата на България срещу Чавдар (Етрополе) и в началото на сезон 2010/2011 е освободен от Славия и преминава в Калиакра (Каварна).